# Гашиш

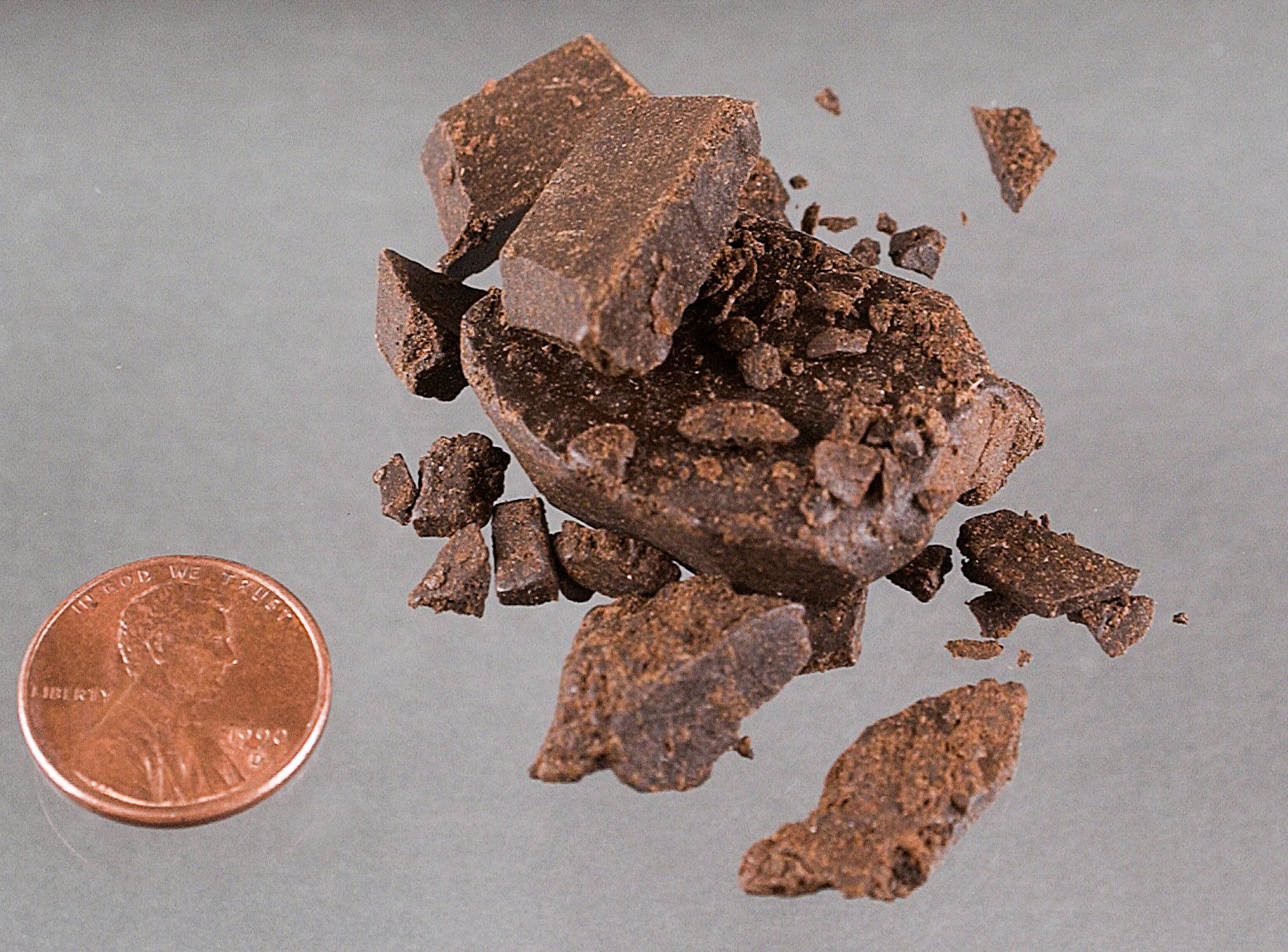
Гашиш

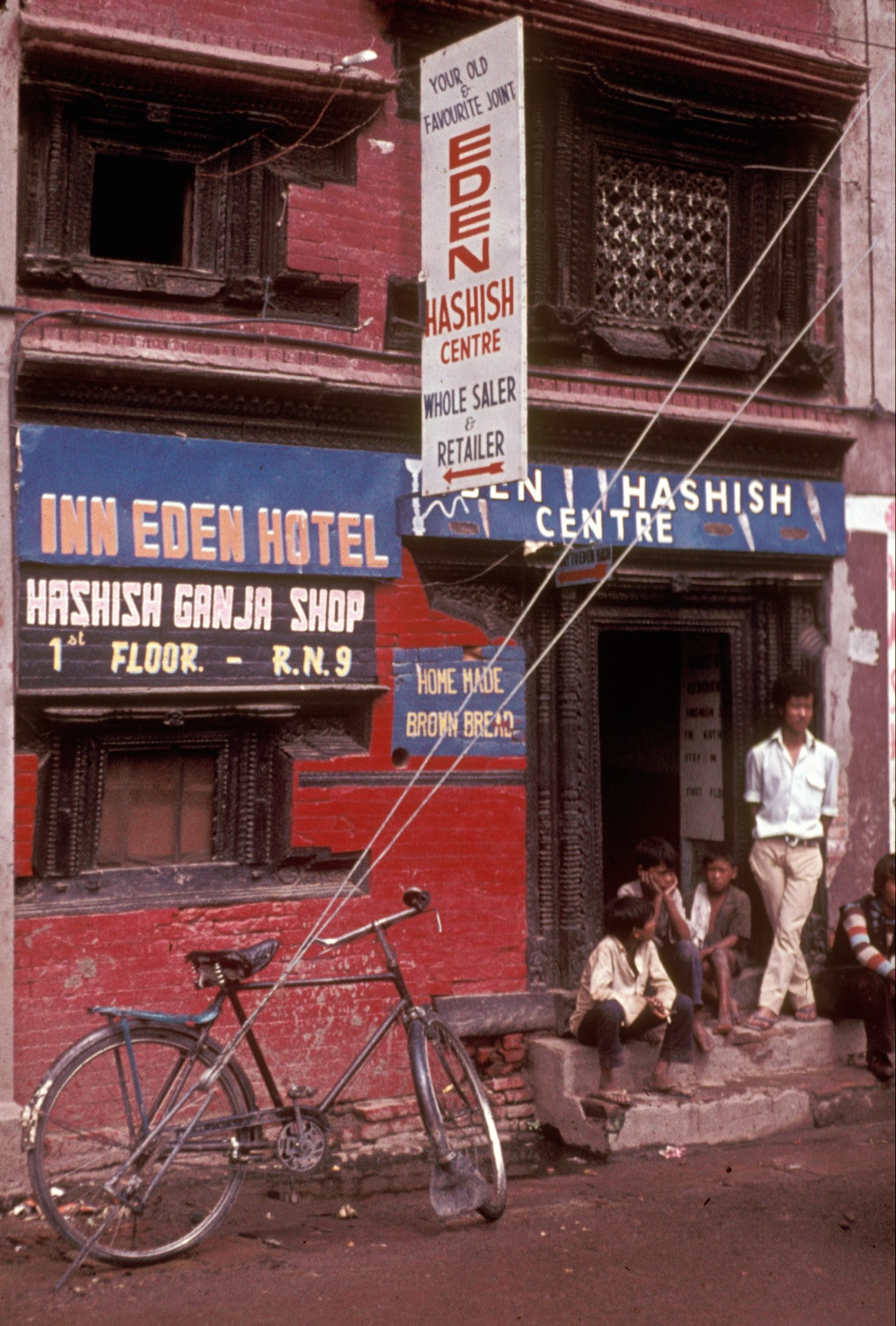
Магазин гашиша в Катманду, Непал, 1973, до запрета наркотиков королём Бирендрой

Гаши́ш (перс. حشیش‎; сленг: хэш, твердый (в случае получения прессованием), мягкий/химка (в случае получения химической экстракцией), гарик, камень) — психоактивное вещество, эссенция конопли, экстрагированная и спрессованная в блоки. Основным активным ингредиентом является тетрагидроканнабинол. Гашиш может быть от светло-зелёного до тёмно-коричневого или даже чёрного цвета.

## Получение гашиша
Процесс получения гашиша из конопли не очень сложен.
В Индии для получения гашиша с особо высоким содержанием веществ с глубокой древности применяется следующий способ: верхние части растения помещаются в овечью шкуру, выкапывается яма, на дно которой ставится ёмкость для сбора гашиша. Далее внизу шкуры делается отверстие для выхода смолы и шкура закапывается на некоторое время.
Ещё один классический способ производства гашиша: мелкую пыль (в основном пыльца и кусочки листьев) обтряхивают с растений конопли, а затем просеивают через 5—10 сит с разными отверстиями. Самые мелкие фракции прессуют в брикеты.
Разделяют 5 сортов гашиша — в зависимости от величины фракций и содержания психоактивных веществ.
Так называемый химический гашиш — «химка». Для приготовления «химки» молотую сушеную коноплю замачивают в органическом растворителе (этиловом спирте, эфире) и нагревают не доводя до кипения, отжимают, выпаривают. На дне ёмкости остается масса, которая спустя несколько часов затвердевает — это и есть гашиш.

## Крупнейшие страны-экспортёры гашиша
Крупнейшей страной-экспортёром гашиша является Марокко: более 800 000 марокканцев (2,7 % населения) вовлечены в производство гашиша.
- Марокко в 2003 году произвело более 47 400 тонн марихуаны и 3080 тонн гашиша.
- Марокко в 1988 году ратифицировало конвенцию ООН по борьбе с наркотиками
- Килограмм низкокачественного марокканского гашиша в Великобритании в 2005 году стоил £500
- Экономический эффект от выращивания конопли в Марокко с 1 га составляет от 16 до 30 тыс. долларов, а от выращивания хлеба 1000 долл.[источник не указан 782 дня]
- В 2006 году марокканский суд приговорил торговца наркотиками Моунира Эррамака к 20 годам заключения за незаконный оборот наркотиков и оштрафовал его на 375 миллионов долларов за таможенные нарушения[источник не указан 782 дня].